# زن عنکبوتی (شخصیت مارول نهایی)
زن عنکبوتی (به انگلیسی: Ultimate Spider Woman) یک شخصیت خیالی ابر قهرمان در کُتُب کمیک منتشر شده‌است. او یک کلون از مرد عنکبوتی است. او اولین بار در کامیک‌های مرد عنکبوتی نهایی شمارهٔ ۹۸ (اکتبر ۲۰۰۶) به دست برایان مایکل بِندیس و مارک بگلی حضور پیدا کرد.